# Rhinoscapha wichmanni
Rhinoscapha wichmanni är en skalbaggsart som beskrevs av Karl Maria Heller 1914. Rhinoscapha wichmanni ingår i släktet Rhinoscapha, och familjen vivlar. Inga underarter finns listade i Catalogue of Life.